# Carneades glaucothea
Carneades glaucothea är en skalbaggsart som beskrevs av Bates 1872. Carneades glaucothea ingår i släktet Carneades och familjen långhorningar. Inga underarter finns listade.